# Uropeltis macrorhyncha
Uropeltis macrorhyncha är en ormart som beskrevs av Beddome 1877. Uropeltis macrorhyncha ingår i släktet Uropeltis och familjen sköldsvansormar. Inga underarter finns listade i Catalogue of Life.
Arten förekommer i en liten region i bergstrakten Västra Ghats i södra Indien. Efter artens vetenskapliga beskrivning under senare 1800-talet hittades inga fler exemplar. Den enda kända individen upptäcktes vid 1200 meter över havet. Fyndplatsen var en tät skog.
I området etablerades några turistanläggningar som kan ha negativ påverkan. IUCN listar Uropeltis macrorhyncha med kunskapsbrist (DD).